# Matija Cvetan
Matija Cvetan (madžarsko Czvetán Mátyás), slovenski rimskokatoliški duhovnik po rodu iz Primorske, ki je služboval v Slovenski okroglini in na Ogrskem. * cca. 1733, Šmarje, Koper, † 20. maj, 1789. Gornji Senik
Rodil se je na Primorskem v Šmarju, ki je bil del cerkvene župnije Trsta. Bogoslovje je študiral v Zagrebu. Na naslov Antona Jankovića so ga posvetili leta 1755. Pri Jankoviću je bil dvorski kaplan, nato pa še pri grofu Kristófu Niczkyju med leti 1755 in 1762. 1762 je šel na Ogrsko in je bil v pečujski škofiji kaplan v naselju Németi.
1765 je bi premeščen v Železno županijo in tam enajst let kaplanoval pri Svetem Jurju. Od 1776 do svoje smrti je župnikoval na Gornjem Seniku.
Po virih je Cvetan srednje dobro govoril prekmursko, madžarsko ter dalmatinsko (morda v hrvaščini).